# High School! Kimen-gumi
High School! Kimengumi (яп. ハイスクール!奇面組 Хайсукуру Кимэнгуми) — манга, созданная Мотоей Синдзава в 1980-м году. Выпускалась в еженедельном журнале Shonen Jump с 1982 по 1987 год. В английской версии переводится как High School! Funny-face Club (высшая школа, весёлый клуб). На основе сюжета манги было выпущено 3 аниме-сериала (1985—1987) и полнометражный фильм (1986).
Сюжет разворачивается вокруг молодых неудачливых подростков, учащихся в средней школе (а позднее в высшей школе), которые создали свой клуб «Кимэнгуми». Все имена главных героев имеют пародийный характер, так например имя одного из главных героев Кава Юй похоже на слово «кавай» (русск. «миленький»), Уру Си похоже на «урусай» (русск. «заткнись») и др.
В 2006-м году по результатам опроса знаменитостей TV Asahi аниме-сериал High School! Kimengumi получил 87 место в списке 100 любимых аниме.

## Персонажи
- Итидо Рэй (яп. 一堂 零) — главный герой, лидер клуба «Кимэнгуми». Он живёт вместе с отцом и сестрой (его мать умерла). Его семья работает в магазине игрушек. Немножко чудаковатый парень. Кличка — «Безбровый Рэй» (яп. まゆなしの零 маюнаси но рэй). Пытался 3 раза поступить в среднюю школу, но два раза провалил экзамен.
Сэйю: Сигэру Тиба
- Рэйэцу Го (яп. 冷越 豪) — второй член клуба «Кимэнгуми», живёт в семье своего дяди. Хоть он ещё несовершеннолетний, часто появляется в пьяном состоянии. У Рэйэцу очень доброе сердце, он никогда не даёт в обиду своих друзей. Фанат восточных единоборств, может ходить по воде. Как и Итидо, сдал экзамен только с 3-го раза.
Сэйю: Гэнда Тэссё
- Сюссэ Киёси (яп. 出瀬 潔) — 3-й член «Кимэнгуми». Его семья работает в бане, сам он обожает подглядывать за голыми купающимися девушками, за что часто получает. Но на самом деле очень добрый, с чистым сердцем. Кличка — «зубастый Киёси» (яп. むき歯の潔 мукиба но киёси). Дружит с Дзином. Сдал экзамен с 3-го раза.
Сэйю: Иссэй Футамата
- Даима Дзин (яп. 大間 仁) — 4-й член клуба «Кимэнгуми». Его семья работает в пекарной, сам он очень любит поесть. Много спит, часто засыпает на уроках. Сдал экзамен со 2-го раза. Кличка — «Дикарь Дзин» (яп. えびすの仁 эбису но дзин). 
Сэйю: Наоки Тацута
- Монохоси Дай (яп. 物星 大) — 5-й член клуба «Кимэнгуми». Его семья работает в книжном магазине. Сам он очень женственный и хрупкий, но в нужные моменты проявляется смелость. Часто плачет и любит раздеваться. Сдал экзамен со 2-го раза.
Сэйю: Канэто Сиодзава.
- Кава Юи (яп. 河川 唯) — одноклассница главных героев. У неё розовые волосы. Влюблена в Рэя, но стесняется признаться в этом. Появляется ещё в начале сериала.
Сэйю: Мики Такахаси

## Игра
Японская компания Bandai, занимающаяся производством игрушек, выпустила настольную игру, основанную на сюжете High School! Kimengumi, а также были выпущены 3 видеоигры для компьютера MSX 2, игровой приставки SEGA Master System и для приставки Sony PlayStation.